# Krzysztof Ibisz

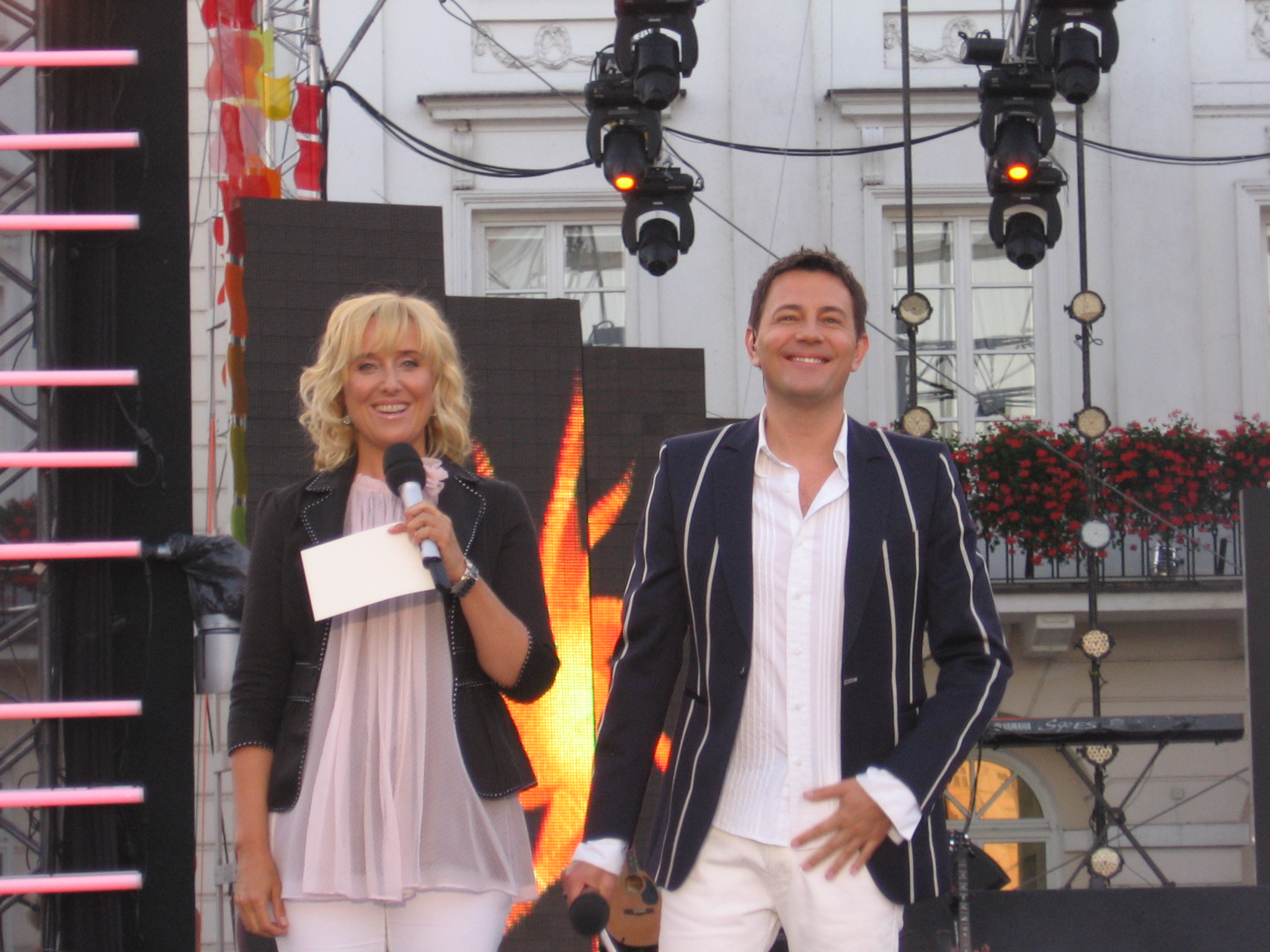
Krzysztof Ibisz i Agata Młynarska jako prowadzący Summer Rhythm Festival w Płocku (2007)

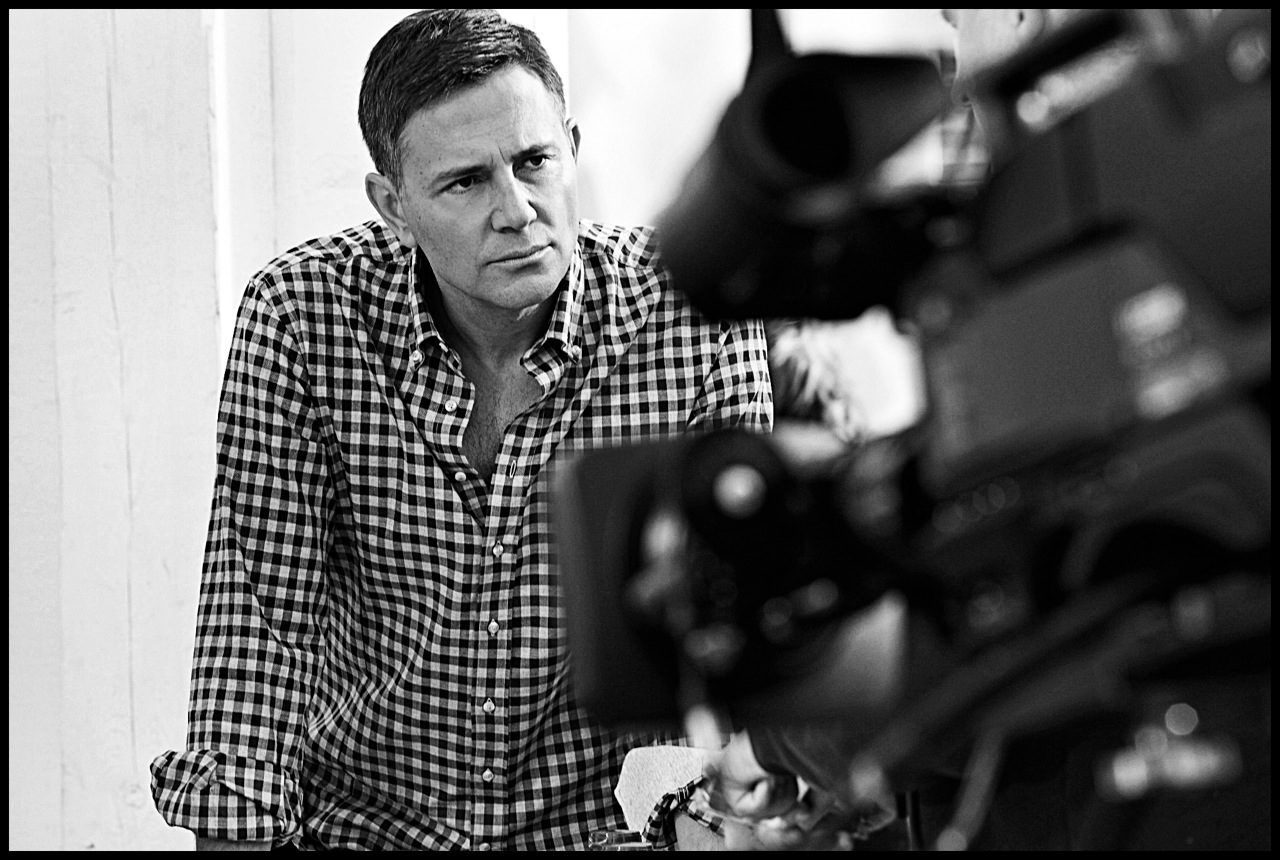
Krzysztof Ibisz (2013)

Krzysztof Ibisz (ur. 25 lutego 1965 w Warszawie) – polski aktor, prezenter telewizyjny, dziennikarz, producent i przedsiębiorca, poseł na Sejm I kadencji.

## Życiorys
W 1984 ukończył LIII Liceum Ogólnokształcące Stowarzyszenia PAX pw. św. Augustyna w Warszawie, a w 1988 studia na Wydziale Aktorskim Państwowej Wyższej Szkoły Telewizyjnej, Teatralnej i Filmowej w Łodzi. W 1998 został absolwentem studiów podyplomowych w Instytucie Dziennikarstwa Uniwersytetu Warszawskiego. 18 lipca 1987 zadebiutował jako aktor teatralny w roli Ryjka w sztuce Sen nocy letniej w stołecznym Teatrze Ochoty. W latach 1988–1993 był aktorem Teatru Studio im. Stanisława Ignacego Witkiewicza Warszawa.
W latach 1991–1993 sprawował mandat posła na Sejm I kadencji, który uzyskał z listy Polskiej Partii Przyjaciół Piwa. Należał do tzw. frakcji Małe Piwo, przekształconej w Koło Poselskie „Spolegliwość”; następnie zasiadał w Kole Poselskim Partii Emerytów i Rencistów „Nadzieja”. Nie kontynuował następnie działalności politycznej.
Na początku lat 90. rozpoczął pracę jako prezenter w Telewizji Polskiej. Debiutował jako prowadzący programy 5-10-15 i Klub Yuppies, następnie prowadził również Czar par, Pomidora, Przyjaciół, Rozmowy Jedynki i Studio Jedynki, a także był konferansjerem festiwali w Sopocie i Opolu oraz wyborów Miss Polonia. W styczniu 1997 został doradcą prezesa ds. programowych Telewizji Wisła oraz autorem i producentem teleturnieju Wszystko albo nic. Od października 1997 do maja 2000 pracował w telewizji TVN, gdzie prowadził Wszystko albo nic, Ibisz, gwiazdy, muzyka, Ibisekcję, Zostań Gwiazdą i Gorączkę złota.
W 2000 rozpoczął pracę w telewizji Polsat jako prowadzący programy typu reality show (Bar, Dwa światy), teleturnieje (Awantura o kasę, Życiowa szansa, Rosyjska ruletka, Gra w ciemno)), magazyny lifestyle’owe (Studio weekend), cykle edukacyjne (Bezpieczne wakacje z Plusem) i programy rozrywkowe z udziałem celebrytów (Jak oni śpiewają, On i ona, Dancing with the Stars. Taniec z gwiazdami). Prowadzi także – organizowane przez Polsat – finały konkursów Miss Polski i Miss Supranational, koncerty sylwestrowo-noworoczne, festiwale muzyczne (Sopot TOPTrendy Festiwal, Festiwal Kultury Romskiej Romani Rat, Festiwal Piknik Country Mrągowo). Prowadził bądź współprowadził również programy stacji wchodzących w skład Telewizji Polsat: teleturniej Gdzie jest Kłamczuch? (2008–2009) w TV4, talk-show Zrozumieć kobietę (2012–2013) w Polsat Café, weekendowe wydania porannego programu Nowy dzień (2014) w Polsat News, Demakijaż (2016) w Polsat Café, Joker (2017) w Super Polsat. W 2023 uczestniczył w jednej z edycji programu rozrywkowego Twoja twarz brzmi znajomo. W 2020 został współprowadzącym teleturniej Łowcy nagród. W 2024 razem z Pauliną Sykut-Jeżyną zaczął prowadzić program śniadaniowy halo tu polsat.
W 2010 nakładem wydawnictwa Gruner+Jahr Polska wydał książkę pt. Jak dobrze wyglądać po 40-tce. W tym samym roku wystąpił w sztuce I tak Cię kocham w Teatrze Kamienica w Warszawie.

## Życie prywatne
Syn Władysława Ibisza i Mirosławy Jope-Ibisz.
W latach 1998–2004 był mężem dziennikarki Anny Zejdler, z którą ma syna Maksymiliana. Od 2005 do 2009 żonaty z aktorką Anną Nowak, z którą ma syna Vincenta. Oba małżeństwa zakończyły się rozwodem. W 2021 zawarł związek małżeński z Joanną Kudzbalską, z którą ma dwoje dzieci – Borysa i Helenę.

## Twórczość

### Filmografia
- 1985: Żuraw i czapla – uczeń
- 1986: ESD – kolega Gabrieli
- 1988: Desperacja – Marcin
- 1989: Gdańsk 39 – Zygmunt Paterek
- 1989: Kanclerz – student z Padwy
- 1989: Odbicia – Konrad, kolega Małgosi i Andrzeja
- 1989: Sztuka kochania – oglądający Pasikonika w telewizji podczas stosunku
- 1989: Wiatraki z Ranley – Jan Dzianisz
- 1990: Maria Curie – student
- 1993: Kolos – Bentein Dagestad
- 1996: Dzieci i ryby – prowadzący galę festiwalu reklamy[1][25]

Od końca lat 90. występował głównie gościnnie. Zagrał m.in. w filmach: Sobowtór, Job, czyli ostatnia szara komórka, Fenomen, Wojna żeńsko-męska, Wkręceni 2 i Twarz, a także w serialach: Świat według Kiepskich, Fala zbrodni, Pierwsza miłość, Pensjonat pod Różą, I kto tu rządzi?, M jak miłość, Hotel 52 oraz w serialu paradokumentalnym Pamiętniki z wakacji. W latach 2001–2008 regularnie występował w roli Krzysztofa Barańskiego w serialu Plebania.

### Role teatralne
| Rok premiery | Tytuł                         | Autor                                    | Reżyser                                                           | Rola                                 | Teatr                                                                     |
| ------------ | ----------------------------- | ---------------------------------------- | ----------------------------------------------------------------- | ------------------------------------ | ------------------------------------------------------------------------- |
| 1987         | Sen nocy letniej              | William Shakespeare                      | Halina Machulska, Jan Machulski                                   | Ryjek                                | Teatr Ochoty – Ośrodek Kultury Teatralnej Warszawa                        |
| 1987         | Szkarłatna wyspa              | Michaił Bułhakow                         | Maciej Prus                                                       | Fara-Mucha, Nikanor Miotełkin        | Teatr Studyjny’83 im. Juliana Tuwima Łódź                                 |
| 1988         | Usta milczą, dusza śpiewa     | program składany/kabaretowy/rewiowy      | Jerzy Grzegorzewski                                               | Książę Bogdanowicz                   | Teatr Studio im. Stanisława Ignacego Witkiewicza                          |
| 1988         | Działania uboczne             | Woody Allen                              | Adam Hanuszkiewicz                                                | Wampir                               | Teatr Studio im. Stanisława Ignacego Witkiewicza                          |
| 1991         | Kły zbrodni                   | Sam Shepard                              | David Schweizer                                                   | astrolog                             | Teatr Studio im. Stanisława Ignacego Witkiewicza                          |
| 1993         | Kartoteka                     | Tadeusz Różewicz                         | Zbigniew Brzoza, Maciej Cirin, Szczepan Szczykno, Jarosław Kilian | dziennikarz                          | Teatr Studio im. Stanisława Ignacego Witkiewicza                          |
| 2010         | I tak Cię kocham              | Emilian Kamiński                         | Emilian Kamiński                                                  | Wiktor                               | Teatr Kamienica                                                           |
| 2011         | Blondynki wolą mężczyzn       | Jan Kazimierz Siwek                      | Piotr Dąbrowski                                                   | prezenter telewizyjny/konferansjer   | Teatr Palladium Warszawa                                                  |
| 2014         | Randka w ciemno, na dwie pary | Norm Foster                              | Mirosław Połatyński                                               | Andy                                 | Teatr Palladium Warszawa                                                  |
| 2016         | Mężczyzna idealny             | Andrzej Pacuła                           | Stefan Friedmann                                                  | telewizyjny showman                  | Teatr Palladium Warszawa                                                  |
| 2017         | Przebój sezonu                | Krzysztof Jaroszyński                    | Krzysztof Jaroszyński                                             | aktor-celebryta Daniel Wielorak      | Teatr Palladium Warszawa                                                  |
| 2017         | Szalone nożyczki              | Paul Pörtner                             | Jakub Ehrlich                                                     | inspektor policji Dominik Kowalewski | Teatr Fabryka Marzeń/Teatr Palladium Warszawa                             |
| 2019         | Pomoc domowa                  | Marc Camoletti                           | Rafał Sisicki                                                     | Norbert                              | Teatr Fabryka Marzeń/Teatr Palladium Warszawa                             |
| 2019         | Operacja Ibisz                |                                          |                                                                   | w roli samego siebie                 | Ibisz Media/Albert Production                                             |
| 2019         | Kobieta idealna               | Adrianna Biedrzyńska, Agnieszka Szygenda | Stefan Friedmann, Adrianna Biedrzyńska                            | mecenas Gerard                       | Teatr Impresaryjny (Krakowska Fundacja Teatralna 2014/Leszek Kwiatkowski) |

### Dubbing
- Scooby Doo i Scrappy Doo – Fred[26]
- Ulisses 31 – Numaios[27]
- Denver, ostatni dinozaur – Jeremy[28]
- Muminki – Migotek[28]
- Kometa nad doliną Muminków – Migotek[28]
- Rysiek Lwie Serce – Glancelot[29]

### Teleturnieje
- TVP1: Czar par
- TVN: Wszystko albo nic, Gorączka złota
- Polsat: Życiowa szansa, Awantura o kasę, Rosyjska ruletka, Gra w ciemno, 7420 Milion od zaraz
- TV4: Gdzie jest Kłamczuch?
- Super Polsat: Joker, Łowcy nagród[15]

## Wyróżnienia
- Wiktory 1994 – Wiktor Publiczności
- Wiktory 1995 – Wiktor Publiczności
- Wiktory 1996 – Wiktor Publiczności
- 2002: Telekamera w kategorii rozrywka
- 2003: Telekamera w kategorii widowisko telewizyjne
- 2008: 3. miejsce w plebiscycie Telekamery w kategorii rozrywka
- 2009: 2. miejsce w plebiscycie Telekamery w kategorii osobowość w rozrywce[20]